# Jeux mondiaux de plage
Les Jeux mondiaux de plage (World Beach Games en anglais) sont un événement multi-sport, regroupant des disciplines qui se déroulent sur la plage. Ils sont organisés par l'Association des comités nationaux olympiques, et non par l'Association internationale des Jeux mondiaux qui organise les jeux mondiaux.

## Historique
Le concept de Jeux mondiaux de plage a été lancé par le président de l'ANOC Ahmad al-Fahd al-Sabah qui avait déjà supervisé les Jeux asiatiques de plage lorsqu'il était président du Conseil olympique d'Asie. En Asie, cette compétition existe depuis 2008 et attire de nouveaux publics sur une cible jeune.
Un groupe de travail a créé en décembre 2013 soutenu par des experts internationaux et en collaboration avec le CIO. Lors de l'Assemblée générale de l'ANOC à Washington en 2015, San Diego a été approuvée à l'unanimité en tant que ville hôte de la première édition des Jeux mondiaux de la plage qui devait se dérouler en 2017. En aout 2016, le conseil exécutif a cependant décidé de reporter l'édition inaugurale des Jeux à 2019 afin de mieux se préparer.
Alors que San Diego devait organiser la première édition, le comité d'organisation rencontrent des difficultés pour obtenir le niveaux de sponsoring nécessaires et l'ANOC décide en juin 2019 de retirer l'organisation en l'attribuant au Qatar.
La deuxième édition était prévue en 2021 mais, en mai 2020, à la suite de l'épidémie et des effets ultérieurs de la pandémie de COVID-19, la décision a été prise par l'ANOC de reporter la seconde édition des Jeux à 2023. Bali, en Indonésie, a été nommé pays hôte en juin 2022. Cependant, en juillet 2023, moins d'un mois avant le début des jeux, l'événement a été annulé en raison du retrait de l'Indonésie en tant qu'hôte, le gouvernement justifiant cette décision par l'absence de fonds nécessaires.

## Sites
- 2019 : Doha, Qatar[4]
- 2023[5],[6] : Bali (annulé)

## Sports
- Beach handball
- Karaté de plage (Kata)
- Beach soccer
- Beach tennis
- Beach-volley
- lutte de plage

- Kitesurf
- Longboard
- Nage en eau libre (5km)
- Surf
- Wakeboard
- Ski nautique

- Aquathlon
- Basket-ball à trois
- Escalade (Bloc)
- Skateboard

Lors de la création du concept, plusieurs sports avaient été annoncés mais ne furent finalement pas retenus : Ultimate, Canoë, Paddle, Beach water-polo.
Le BMX était officiellement annoncé pour la première édition mais fut retiré du programme en janvier 2019.
L'édition 2023 avait prévu 13 disciplines avec l'introduction du AirBadminton, Aviron de mer, Wing foil, Beach-volley 4x4, Beach water-polo.